# Guy Debord
Guy Ernest Debord (ur. 28 grudnia 1931 w Paryżu, zm. 30 listopada 1994 w Bellevue-la-Montagne) – francuski pisarz, filozof, myśliciel polityczny, filmowiec, przedstawiciel grupy Socialisme ou Barbarie oraz członek założyciel Międzynarodówki Letrystycznej (Internationale lettriste) i Międzynarodówki Sytuacjonistycznej (Internationale situationniste). Polski wydawca jego Dzieł filmowych pisze w nocie o nim tak: „pisarz, strateg, alkoholik. Nazywany również filozofem, teoretykiem, artystą i filmowcem”. Pod koniec życia cierpiał na neuropatię, efekt długoletniego upijania się. Zmarł śmiercią samobójczą poprzez strzelenie sobie w serce.

## Filozofia
Guy Debord jest najlepiej znany ze swych teoretycznych prac: Społeczeństwo spektaklu i Rozważania o społeczeństwie spektaklu. Ponadto napisał szereg książek autobiograficznych i wiele krótkich tekstów, często anonimowych, publikowanych w periodykach.
W szerszym ujęciu teorie Deborda próbowały zdać relację z duchowego ogłupienia, jakie przyniósł ze sobą, zarówno w prywatnej, jak i publicznej sferze życia codziennego, modernizm skutkiem działania ekonomicznych sił w Europie po drugiej wojnie światowej. Debord odrzucał, jako bliźniacze twarze tego samego problemu zarówno zachodni kapitalizm, jak i scentralizowaną gospodarkę państwową krajów Bloku Wschodniego. Jak postulował Debord alienacja może być zasadniczą przyczyną zaborczych sił ‘spektaklu’ – społecznej relacji pomiędzy ludźmi, której pośredniczą obrazy. Analizy Deborda rozwijają pojęcia reifikacji i fetyszyzmu towarowego wprowadzone przez Karola Marksa i Georga Lukácsa. Analiza penetruje historyczne, ekonomiczne i psychologiczne korzenie mediów. Zasadniczą myślą tej szkoły myślenia było twierdzenie, że alienacja jest czymś więcej niż tylko odnoszącym się do emocji opisem czy aspektem indywidualnej psychologii – raczej jest konsekwencją komercyjnej formy organizacji społeczeństwa, która w kapitalizmie osiągnęła swój szczyt.

## Filmy
- Hurlements en faveur de Sade (Wycie na cześć Sade’a) 1952
- Sur le passage de quelques personnes à travers une assez courte unité de temps (O pośpiesznym przejściu kilku osób przez stosunkowo krótki odcinek czasu) 1959 (krótki metraż)
- Critique de la séparation (Krytyka oddzielenia) 1961 (krótki metraż)
- La Société du spectacle (Społeczeństwo spektaklu) 1973
- Réfutation de tous les jugements, tant élogieux qu’hostiles, qui ont été jusqu’ici portés sur le film « La Société du spectacle » (Odrzucenie wszelkich sądów, zarówno pochwalnych, jak i nieprzychylnych, wygłoszonych dotychczas na temat filmu «Społeczeństwo spektaklu») 1975 (krótki metraż)
- In girum imus nocte et consumimur igni 1978

## Książki
- Memoires, 1959
- La société du spectacle, 1967
- La Véritable Scission dans L’Internationale, 1972
- Œuvres cinématographiques complètes, 1978
- Considérations sur l’assassinat de Gérard Lebovici, 1985
- Commentaires sur la société du spectacle, 1988
- Panégyrique volume 1, 1989